# Meriadok Brandybuck
Meriadok Brandybuck, Merry (ang. Meriadoc Brandybuck; ur. 2982 roku Trzeciej Ery, zm. ok. 64 roku Czwartej Ery) – postać ze stworzonej przez J.R.R. Tolkiena mitologii Śródziemia, jeden z głównych bohaterów jego powieści Władca Pierścieni. Merry był hobbitem, krewnym i jednym z najbliższych przyjaciół Froda Bagginsa oraz Peregrina Tuka. W filmowej trylogii Petera Jacksona grał go Dominic Monaghan.
Był jedynym dzieckiem Saradoka Brandybucka, Dziedzica Bucklandu, i Esmeraldy Tuk, młodszej siostry Paladina Tuka, ojca Peregrina. W młodości był zdrobniale nazywany Merrym.

## Życiorys
W 3018 roku Trzeciej Ery towarzyszył Frodowi do Rivendell i tam został członkiem Drużyny Pierścienia. Wraz z drużyną przebył drogę do Parth Galen, gdzie jego oraz Pippina Tuka uprowadzili orkowie. Podążający do Isengardu orkowie zaatakowani zostali przez Rohirrimów pod wodzą Éomera, zaś Merry i Pippin zdołali uciec do Fangornu. Tam udało im się przekonać Drzewca do zaatakowania przez entów Isengardu. Następnie Merry wstąpił na służbę u króla Rohanu Théodena i został jego giermkiem. Wbrew rozkazowi pojechał wraz z Éowiną do Minas Tirith, gdzie wspólnie zabili Czarnoksiężnika z Angmaru podczas bitwy na polach Pelennoru. Bliski śmierci został uzdrowiony przez Aragorna.
Po Wojnie o Pierścień pasowany został na rycerza Rohanu. Wraz z Frodem, Samem i Pippinem powrócił do Shire, gdzie był jednym z przywódców podczas Bitwy Nad Wodą przeciwko ludziom Sarumana. Po śmierci ojca został Dziedzicem Bucklandu. Zmarł w Gondorze ok. 64 roku Czwartej Ery i został pochowany obok Aragorna.